# Sadov
Sadov (německy Sodau) je obec v okrese Karlovy Vary v Karlovarském kraji. Žije v ní přibližně 1 300 obyvatel. Vesnicí protéká Sadovský potok.

## Historie
První písemná zmínka o vesnici pochází z roku 1523. Život v obci byl ovlivněn především nalezištěm kaolinu a uhelných dolů. Od roku 1930 je obec vedená jako samostatná díky průmyslové činnosti a postupem času si integrovala okolní obce (Bor, Lesov, Podlesí, Stráň).

## Obyvatelstvo
Při sčítání lidu v roce 1921 ve vsi žilo 640 obyvatel (z toho 309 mužů), z nichž bylo čtrnáct Čechoslováků a 626 Němců. Kromě jednoho žida a tří lidí bez vyznání se hlásili k římskokatolické církvi. Podle sčítání lidu z roku 1930 měla vesnice 749 obyvatel: čtrnáct Čechoslováků, 732 Němců a tři cizince. Až na jednoho evangelíka, pět židů a 101 lidí bez vyznání byli římskými katolíky.
| Rok            | 1869 | 1880  | 1890  | 1900  | 1910  | 1921  | 1930  | 1950  | 1961  | 1970  | 1980 | 1991 | 2001  | 2011  | 2021  |
| -------------- | ---- | ----- | ----- | ----- | ----- | ----- | ----- | ----- | ----- | ----- | ---- | ---- | ----- | ----- | ----- |
| Počet obyvatel | 819  | 1 070 | 1 382 | 1 840 | 2 185 | 1 977 | 2 529 | 1 357 | 1 232 | 1 066 | 944  | 907  | 1 010 | 1 010 | 1 307 |
| Počet domů     | 120  | 136   | 152   | 172   | 177   | 180   | 253   | 283   | 220   | 214   | 211  | 250  | 270   | 339   | 416   |

## Obecní správa
Roku 1930 byla celá obec Podlesí přejmenována na Sadov.

### Části obce
- Sadov
- Bor
- Lesov
- Podlesí
- Stráň

V letech 1930–1959 k obci patřil i Velký Rybník a od 1. ledna 1976 do 23. listopadu 1990 také Hájek a Nová Víska.

### Obecní symboly
Znak a vlajka byly obci uděleny rozhodnutím předsedkyně Poslanecké sněmovny Parlamentu České republiky dne 25. listopadu 2011.

## Školství
V obci se nachází základní škola s prvním až pátým ročníkem.